# پروتئین کیناز سی آلفا
پروتئین کیناز سی آلفا (انگلیسی: Protein kinase C alpha) یا به اختصار «PKCα» یک پروتئین است که در انسان توسط ژن «PRKCA» کُدگذاری می‌شود.
پروتئین کیناز سی آلفا در نحوه انجام فرایند تنظیم‌کنندگی خود در مقایسه با سایر کینازهای خانواده پروتئین کینازها منحصر به فرد است. به‌طور کلی، خانواده پروتئین کینازها توسط تنظیم آلوستریک اثرات تنظیمی خود را اِعمال می‌کنند: اتصال به یک مولکول تعدیل‌کننده که منجر به تغییر ساختاری در آنزیم و در نهایت تغییر در فعالیت آنزیم می‌شود. اما پروتئین کیناز سی آلفا روشی متفاوت دارد: این مولکول با غشای سلولی تعامل است، نه برهمکنش مستقیم با مولکول‌های خاص.
پروتئین کیناز سی آلفا یک تنظیم‌کنندهٔ مهم فسفولیپاز دی است و به همین دلیل در سرطان‌زایی نقش دارد.

## اهمیت بالینی
افزایش فعال‌سازی پروتئین کیناز سی آلفا با رشد و تهاجم سرطان‌ها مرتبط است. سطوح بالای پروتئین کیناز سی آلفا با سرطان بدخیم مغز مرتبط است. علاوه بر این، نرخ تکثیر بالای سلول‌های تومور گلیوما نتیجه بیان بیش از حد ایزوزیم پروتئین کیناز سی آلفا است.
یک پژوهش در دانشگاه بازل سوئیس نشان داد که این آنزیم با حافظه و اختلال اضطراب پس از سانحه در ارتباط است.

## تعامل‌های شیمیایی
پروتئین کیناز سی آلفا با مولکول‌های زیر تعامل پروتئین-پروتئین دارد:
- C1QBP[۱۱]
- CD29[۱۲][۱۳]
- گیرنده فاکتور رشد اپیدرمی[۱۴]
- FSCN1[۱۵]
- OGG1[۱۶]